# Sant’Ignazio (Rom)
Sant’Ignazio di Loyola in Campo Marzio (lateinisch Sancti Ignatii de Loyola in Campo Martio) („hl. Ignatius von Loyola auf dem Marsfeld“), oder kurz Sant’Ignazio, ist eine Kirche in Rom und Titeldiakonie der römisch-katholischen Kirche. Die dem heiligen Ignatius von Loyola geweihte Kirche ist neben Il Gesù die zweite große Jesuitenkirche in Rom und Grablege dreier Heiliger sowie eines Papstes. Die Kirche ist für ihre herausragenden perspektivischen Fresken bekannt.

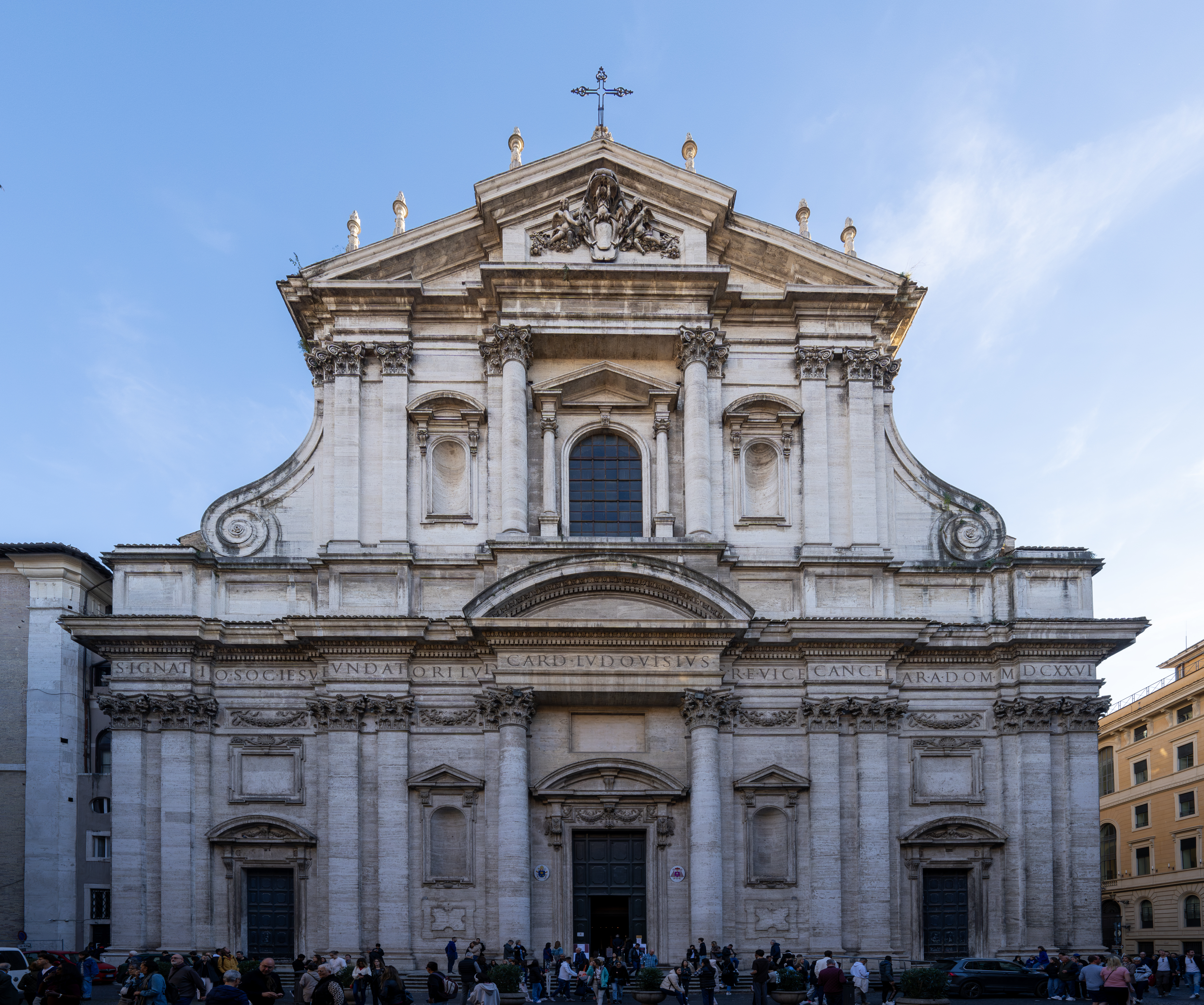
Sant’Ignazio, Rom

## Lage
Die Kirche befindet sich im IX. römischen Rione Pigna,  etwa 250 Meter östlich des Pantheons. Der Namensbestandteil Campo Marzio bezieht sich nicht auf den heutigen Rione Campo Marzio, sondern auf den antiken Campus Martius.
Die Kirche, die mit dem Palazzo del Collegio Romano einen Gebäudekomplex bildet, liegt an der gleichnamigen Piazza di Sant’Ignazio di Loyola. Bei diesem sehr beeindruckenden Platz, der an eine Theaterkulisse erinnert, handelt es sich um ein Rokokoensemble von Filippo Raguzzini aus dem 18. Jahrhundert.

## Architektur

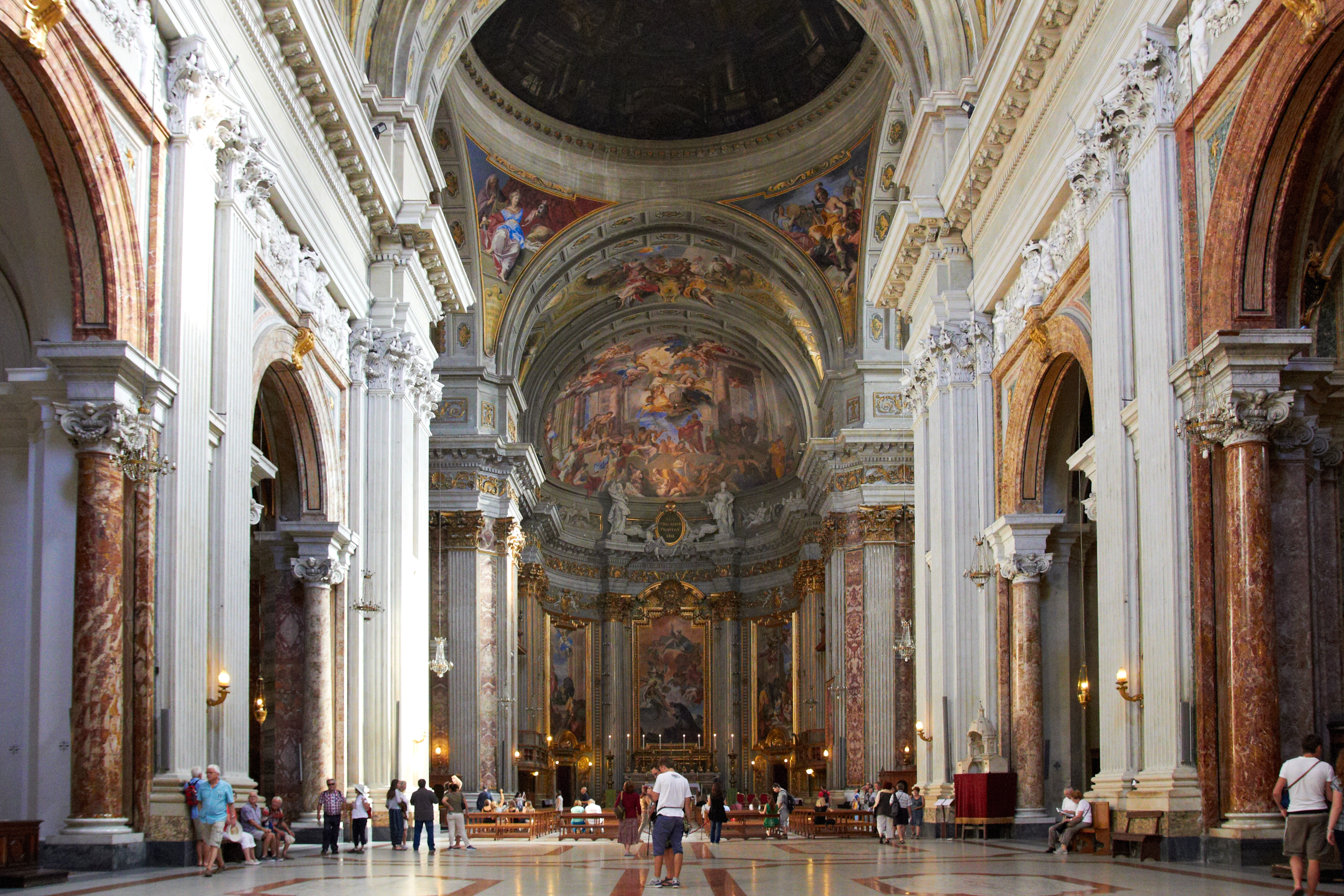
Das Innere der Kirche

Infolge der Heiligsprechung des Hl. Ignatius von Loyola im Jahr 1622 erbat sich Kardinal Ludovico Ludovisi Bauvorschläge zu einer Kirche für den neuen Heiligen, u. a. auch von Domenichino. Ab 1626 wurde die Kirche nach Plänen des Jesuiten und Mathematikers Orazio Grassi erbaut und im Heiligen Jahr 1650 erstmals der Öffentlichkeit zugänglich gemacht.
Der Bau ist als einschiffiges Kreuz mit Vierungskuppel angelegt und mit einer Raumlänge von über 80 Metern sowie einer Breite von 43 Metern eine der größten Kirchen Roms. Das Langhaus öffnet sich beidseitig in weitgespannten Bögen zu jeweils drei Seitenkapellen, die voneinander an der Langhauswand durch Pfeiler mit vorgestellten Doppelpilastern getrennt sind. Über dem umlaufenden Gebälk erhebt sich im Langhaus und im Chor ein Tonnengewölbe mit Stichkappen. Eine von Grassi geplante Kuppel kam nie zur Ausführung.
Die Seitenkapellen des Langhauses sind miteinander durch sehr weite Bögen verknüpft, die fast den Eindruck durchgehender Seitenschiffe entstehen lassen. Neben diesen sechs Seitenkapellen gibt es noch zwei weitere Kapellen zuseiten des Chors.
Grassis Fassade ist in ihrer basilikalen Form mit bekrönendem Dreiecksgiebel und sich seitlich über dem Untergeschoss erhebenden Voluten typisch für den Barock.
Die zwei Geschosse werden durch ein Gebälk getrennt und besitzen beide eine korinthische Säulenordnung.
Das Hauptportal wird von Säulen flankiert, die einen Segmentgiebel tragen. Beide Seitenportale sitzen zwischen Doppelpilastern. In der Mittelachse des Obergeschosses ist ein von Säulen flankiertes Rundbogenfenster, links und rechts davon sind Blendnischen, die ihrerseits von Pilastern begrenzt werden.

## Ausstattung

### Fresken

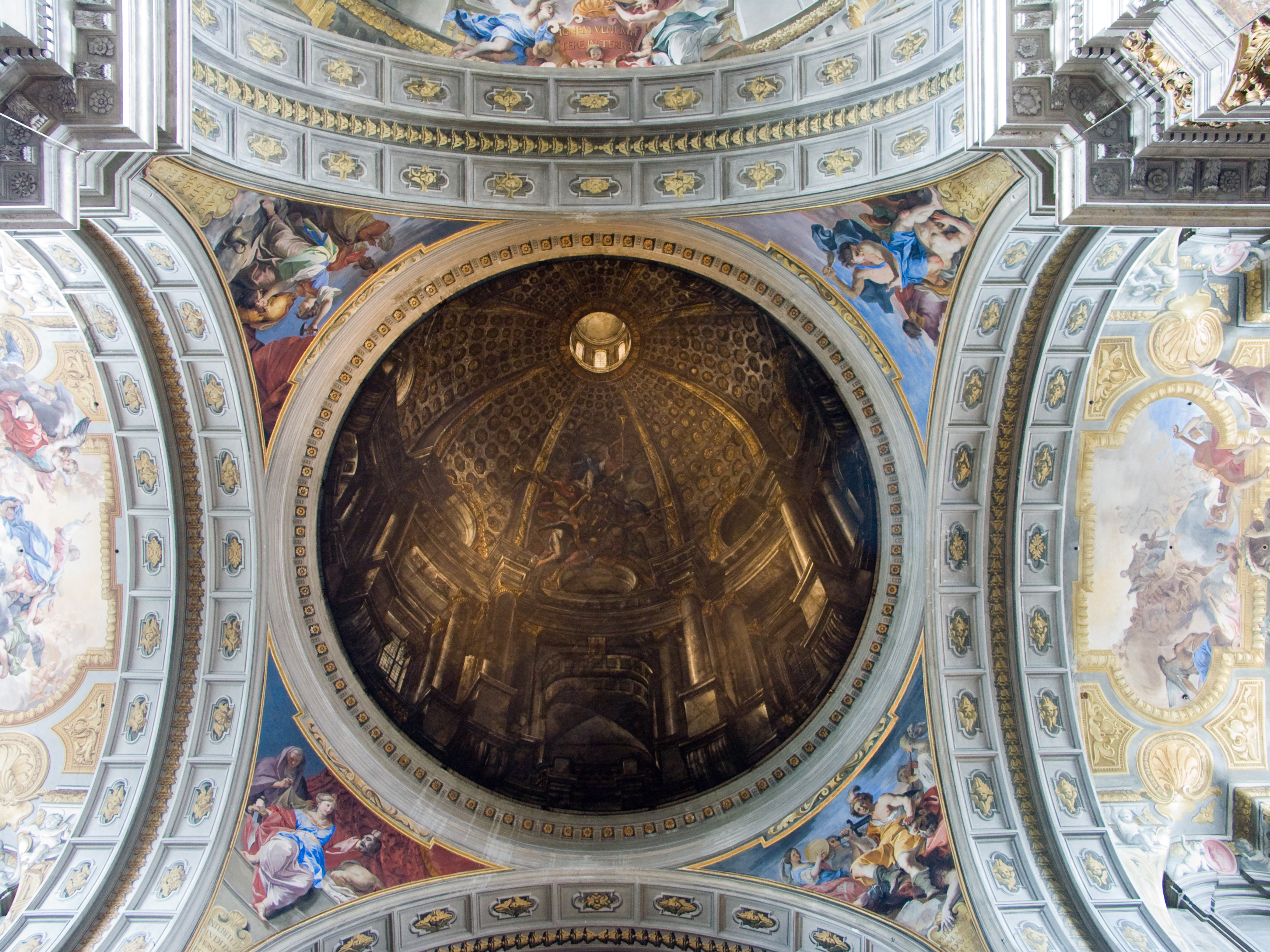
Die Scheinkuppel von Pozzo

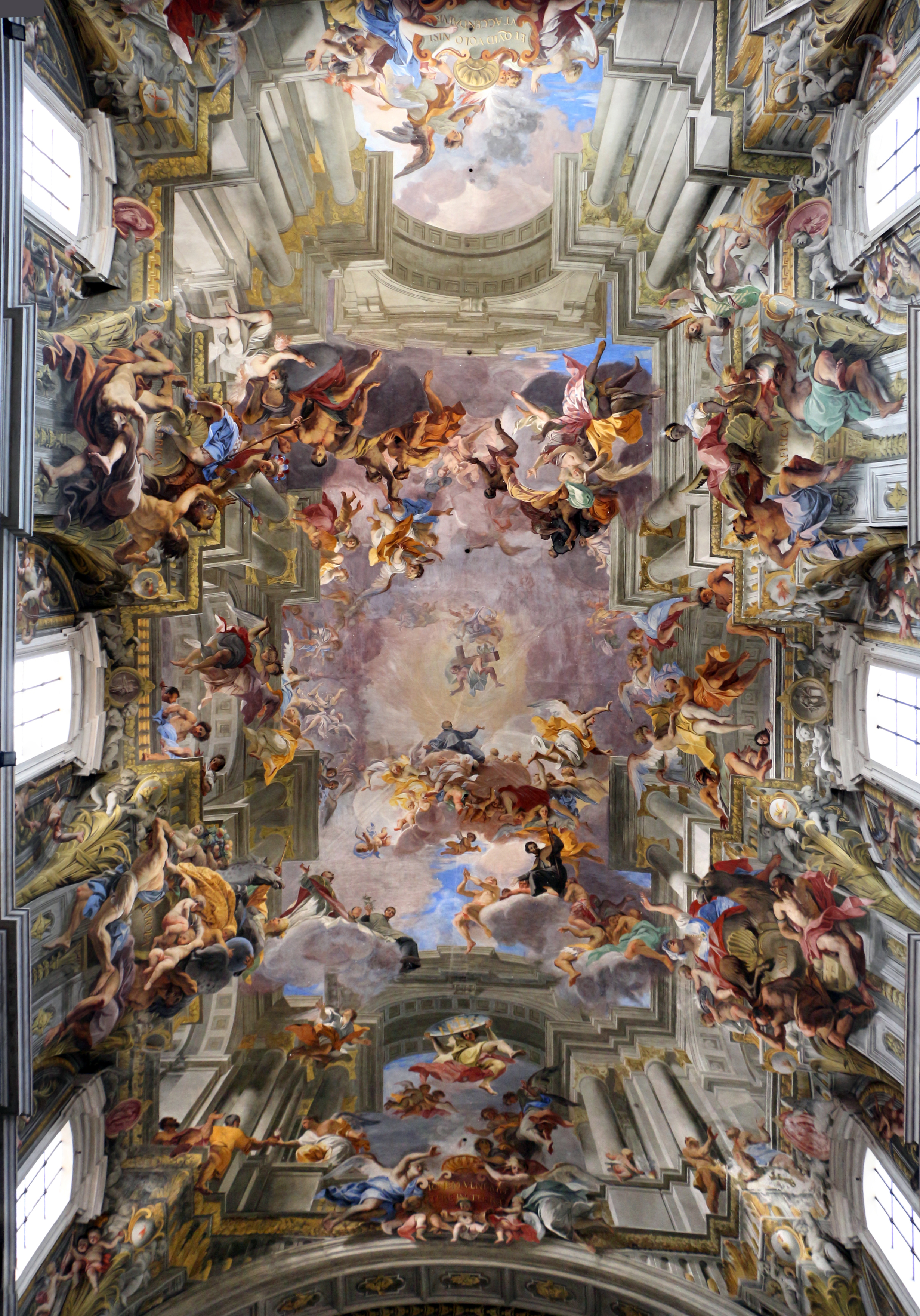
Die Apotheose des hl. Ignatius im Mittelschiff

Die Kirche Sant'Ignazio ist besonders für die Fresken von Andrea Pozzo bekannt, einem Maler und Jesuitenfrater. Als Meister perspektivischer Scheinarchitektur wird er berufen, um dem Mangel einer tatsächlich gebauten Kuppel durch illusionistische Malerei abzuhelfen. Der durchschlagende Erfolg der Kuppelmalerei führt nach deren Vollendung 1685 dazu, dass Pozzo beauftragt wird, die gesamte Wölbung zu freskieren. Pozzo entledigt sich dieser Aufgabe bis 1694 und tritt daraufhin als Entwerfer der monumentalen Altäre des Querhauses hervor.
Das Thema des gewaltigen Freskos über dem Mittelschiff ist die Apotheose des hl. Ignatius. Durch die perspektivische Komposition setzt sich die Architektur scheinbar in der Malerei fort, durch Scheinarchitektur und schwebend dargestellte Gruppen öffnet sich der Blick in die Decke quasi ins „Unendliche“. Der Heilige steigt über den damals bekannten vier Kontinenten zum Himmel empor. Das Fresko wird als zu den „kühnsten Werken illusionistischer Malerei“ gehörend betrachtet. Im Boden der Kirche markiert eine Marmorscheibe den Fokuspunkt der Perspektive, von dem aus sich die Scheinarchitektur der Malerei optisch korrekt entfaltet. Das Deckenfresko weist auffallende Ähnlichkeiten mit dem Deckengemälde Apotheose des heiligen Pantaleon in der Kirche San Pantalon in Venedig auf, das der Maler Giovanni Antonio Fumiani fast zeitgleich (1680 bis 1704) schuf.
Die Fresken der Apsis stellen Szenen aus dem Leben des hl. Ignatius dar.

### Grab und Altar des hl. Aloisius
Im rechten Arm des Querhauses befindet sich das Grab des 1591 jung gestorbenen und 1726 heiliggesprochenen Jesuiten Aloisius von Gonzaga. Der kostbare Altar wurde ebenfalls von Pozzo entworfen. Das riesige Altarrelief von Pierre Le Gros stellt die Apotheose des hl. Aloisius dar und wird in der äußerst kurzen Zeit von 1697 bis 1699 vollendet.

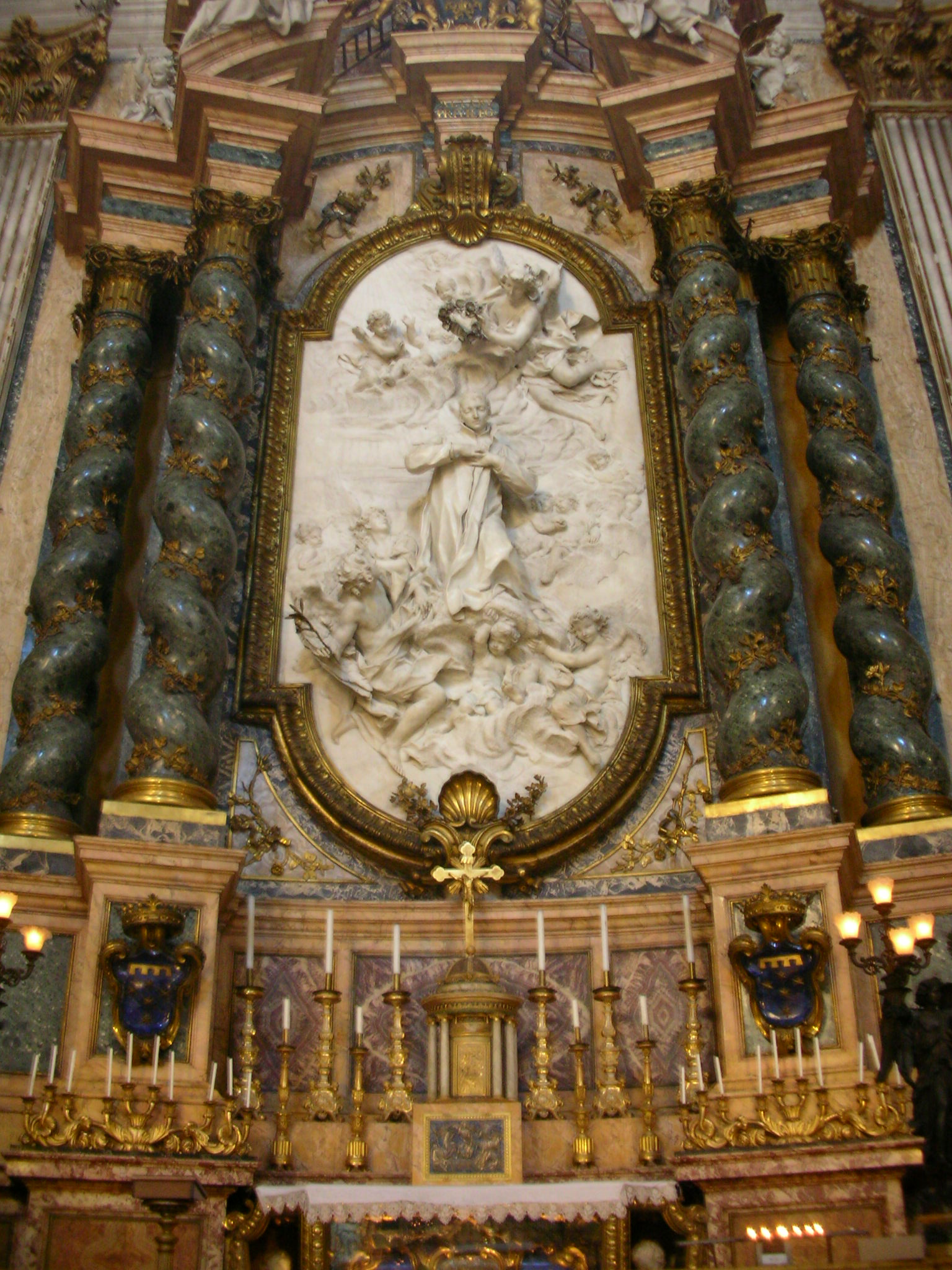
Monumentaler Altar des heiligen Aloisius von Pozzo mit dem Relief von Le Gros
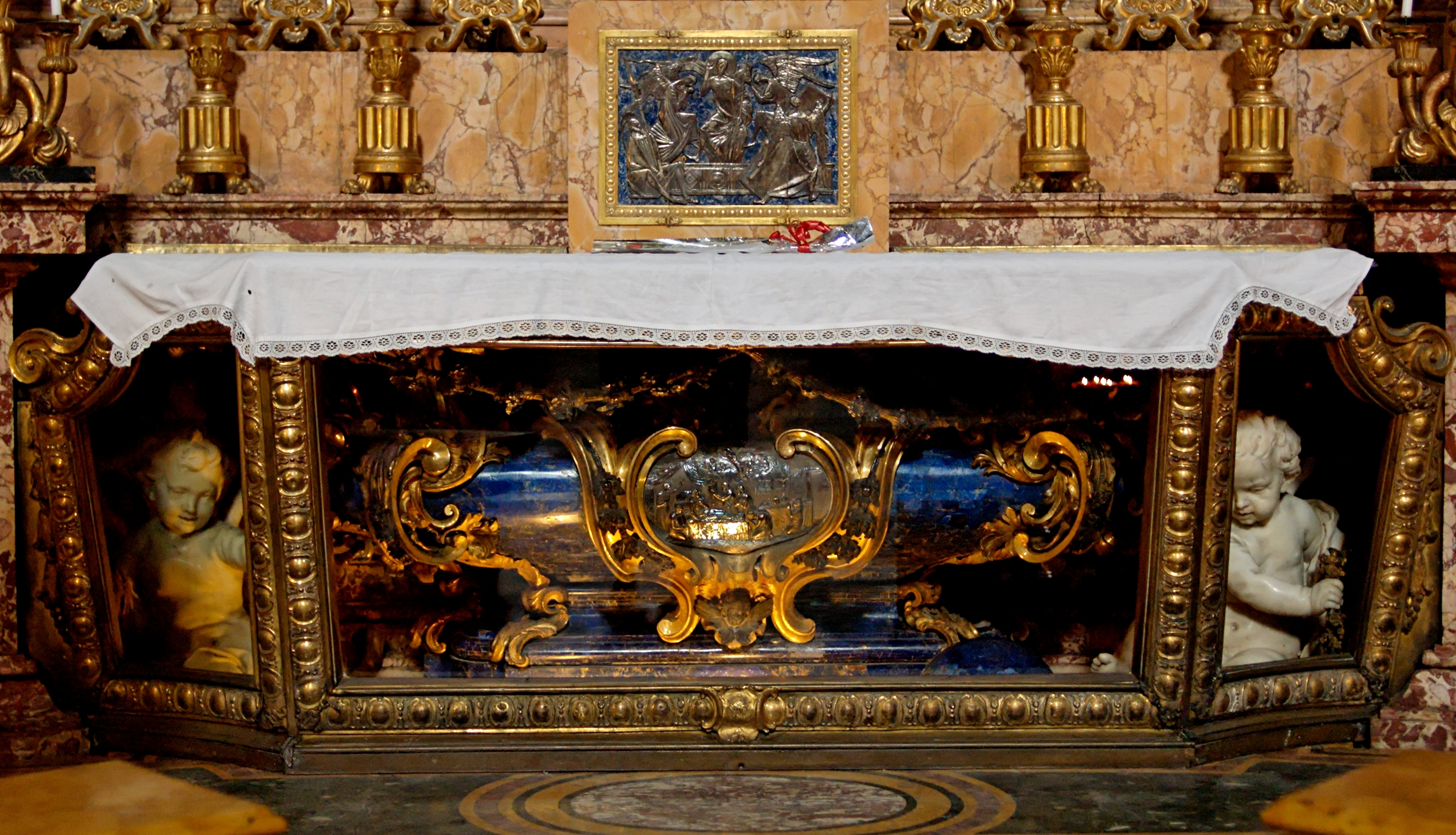
Sarkophag des heiligen Aloisius; Marmorputten zuseiten ebenfalls von Le Gros

### Grab des hl. Jan Berchmans

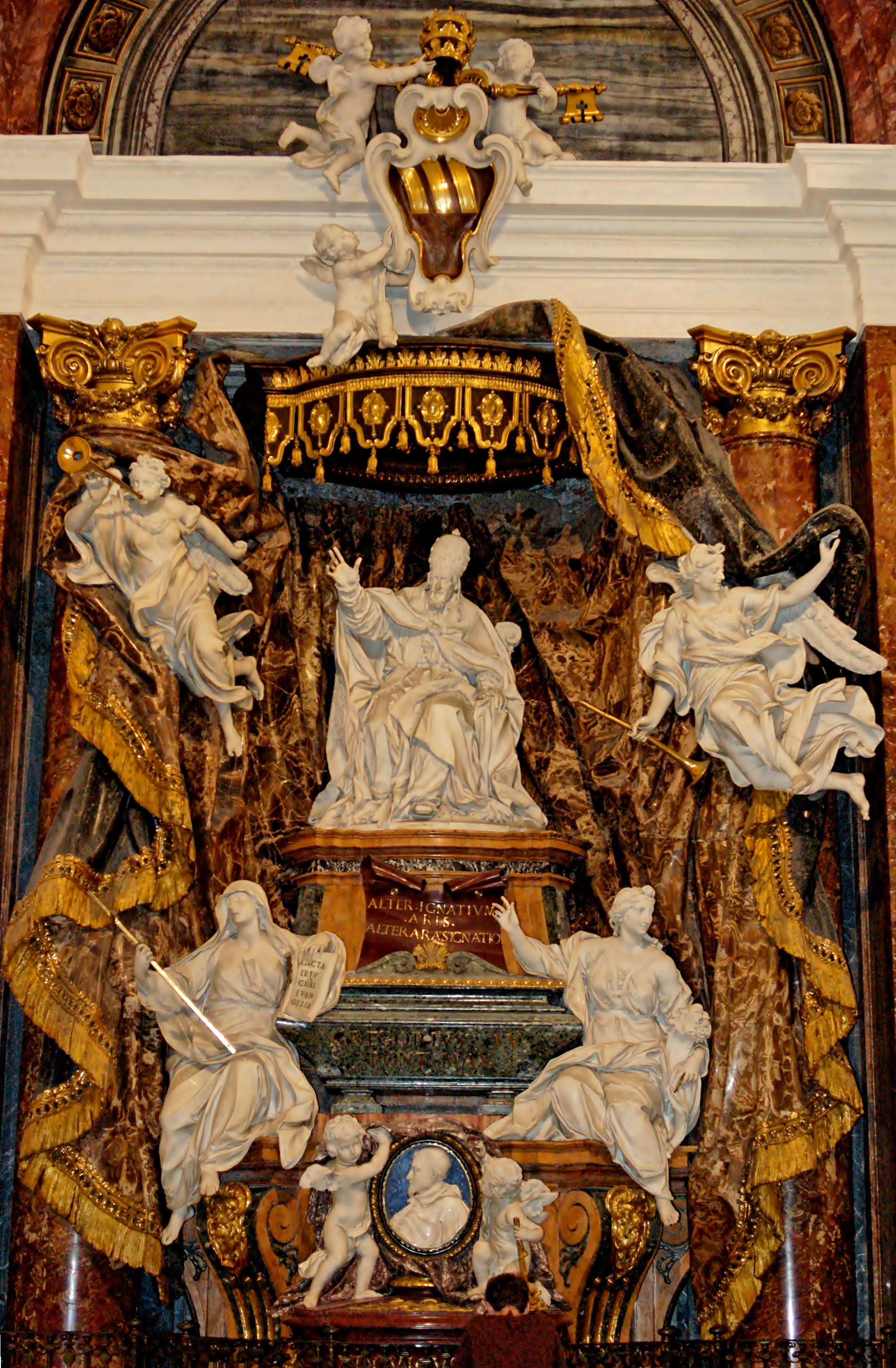
Grabmal Papst Gregors XV. von Le Gros

Der Körper des Jesuitenheiligen Jan Berchmans wurde 1873 im linken Arm des Querhauses bestattet. Sein Herz wird in Löwen in der dortigen Jesuitenkirche verehrt. Das Relief in dieser Kapelle stammt von Filippo della Valle und stellt die Verkündigung dar.

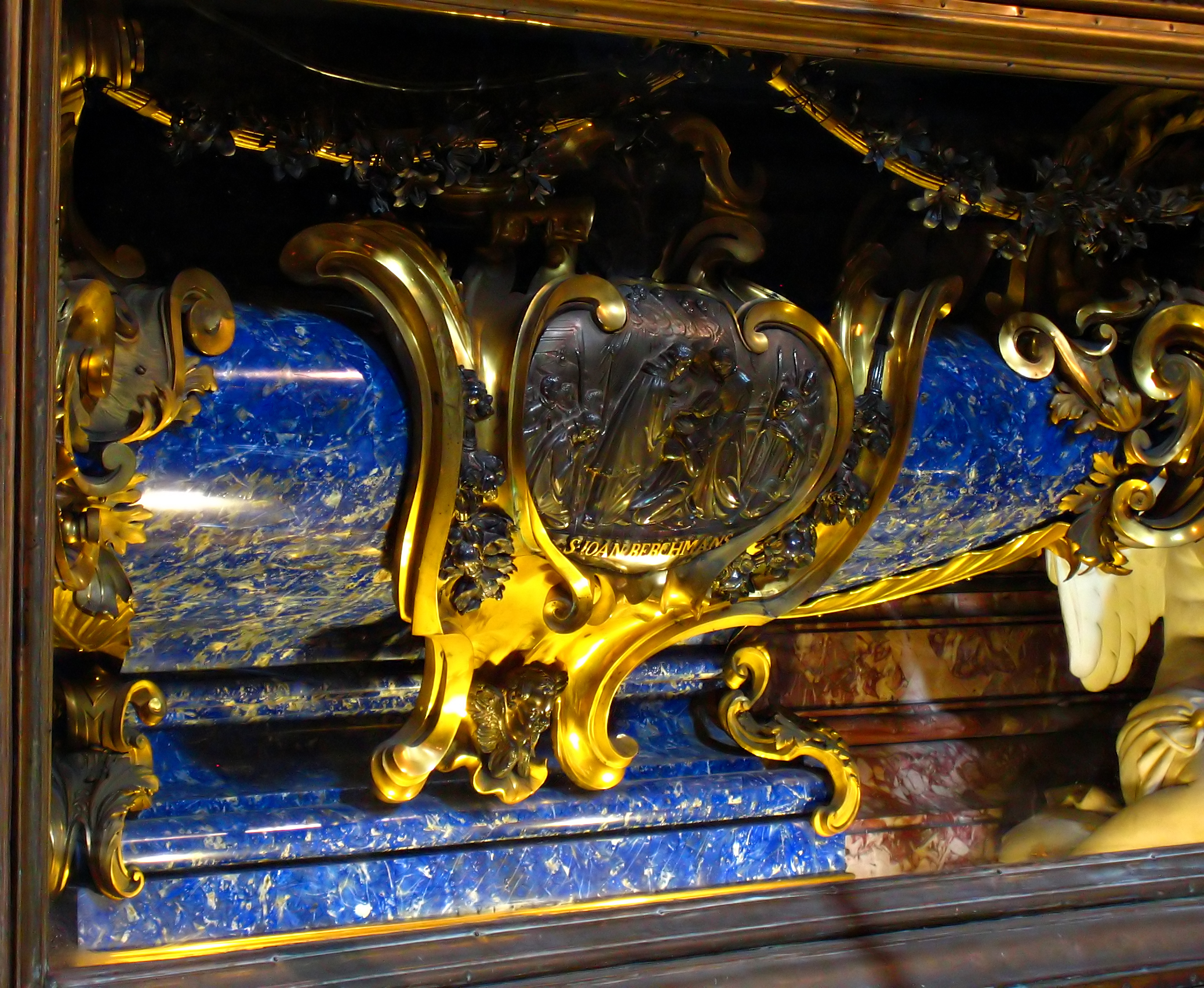
Sarkophag des hl. Jan Berchmans
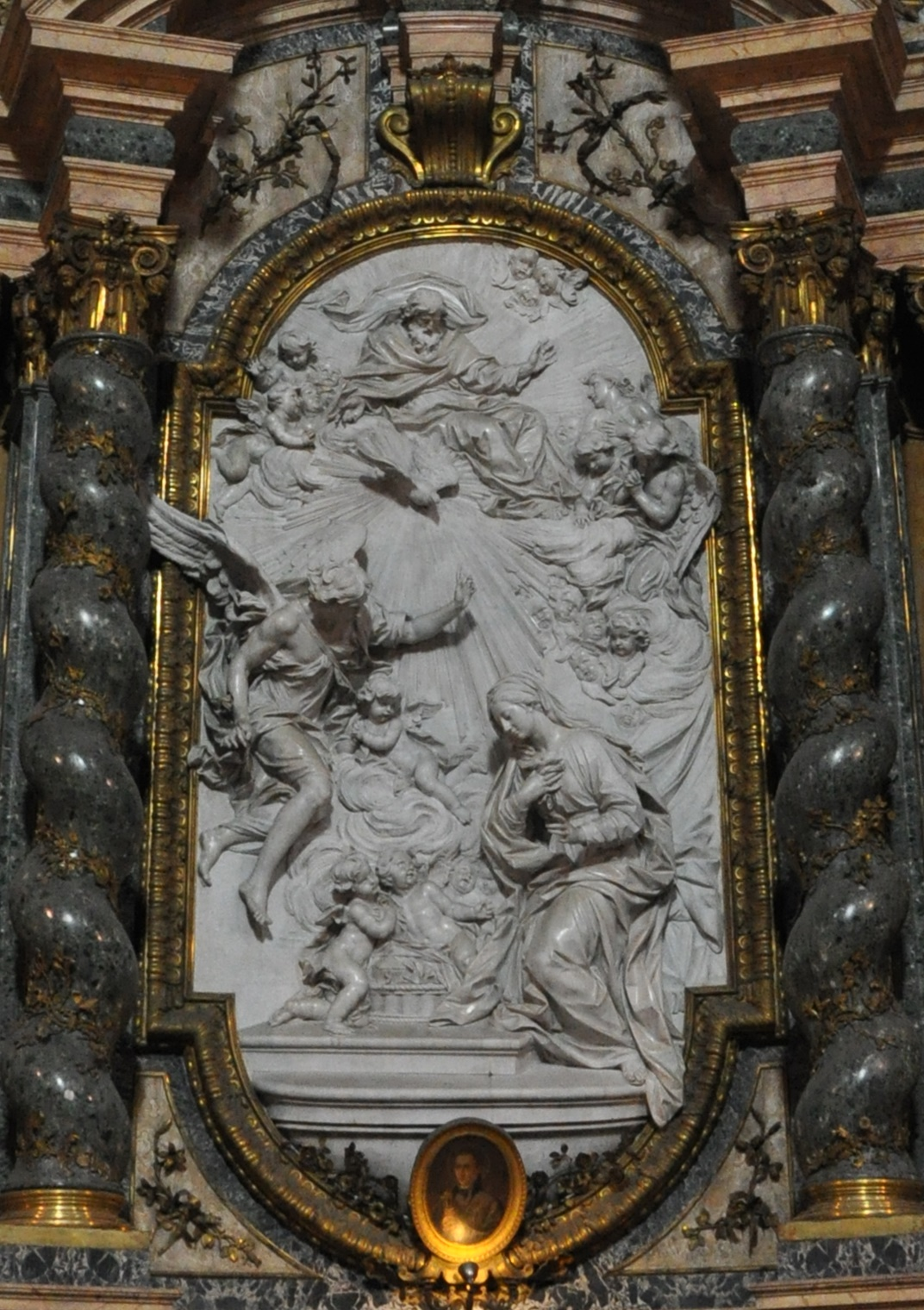
Verkündigung von Filippo della Valle

### Cappella Ludovisi
In der rechten Seitenkapelle des Chors befindet sich das prächtige Doppelgrabmal von Papst Gregor XV. und dessen Nepoten Kardinal Ludovico Ludovisi.
Die lateinische Inschrift „ALTER IGNATIUM ARIS. ALTER ARAS IGNATIO“ auf dem Statuensockel erklärt die Existenz des Grabmals an diesem speziellen Ort und verweist darauf, dass der Papst Ignatius heilig sprach und der Kardinal dem Heiligen diese Kirche errichtete.
Das Grabmonument wurde ca. 1709–1714 ebenfalls von Pierre Le Gros entworfen und weitgehend in der eigenen Werkstatt geschaffen; jedoch wurden die zwei schwebenden Famae von Pierre-Étienne Monnot nach Vorgaben von Le Gros ausgeführt.

### Grab des hl. Kardinals Roberto Bellarmino
In der Kirche beigesetzt ist schließlich auch noch der Jesuit und Kardinal Roberto Bellarmino, er starb 1621 und wurde zunächst in der Kirche Il Gesù beigesetzt. Nach seiner Seligsprechung 1923 wurde er in die Kirche umgebettet. Papst Pius XI. sprach ihn 1930 heilig. Er ruht in einem gläsernen Reliquienschrein.

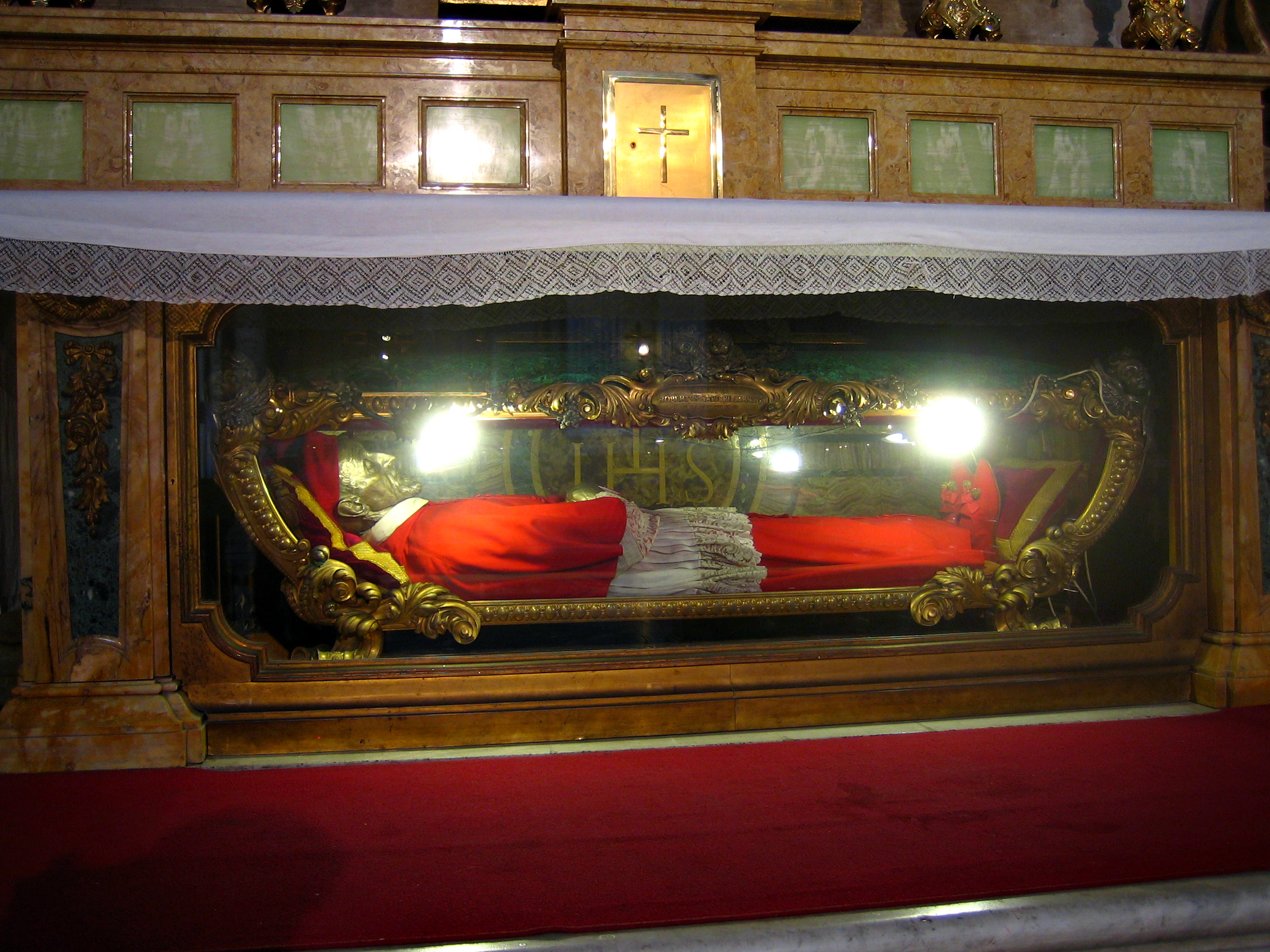
Reliquienschrein des hl. Kardinals Bellarmino

### Orgel
Die Orgel wurde 1935 von der Orgelbaufirma Tamburini (Crema) erbaut und 2009 von OSL s.n.c. di Fabrizio Ori Saitta & Luigi Lombardo renoviert und erweitert (neue Setzeranlage). Das Instrument hat 53 Register auf drei Manualen und Pedal.
| I Positivo (schwellbar) C–c4 |                    |        |
| 1.                           | Eufonio            | 8′     |
| 2.                           | Flauto camino      | 8′     |
| 3.                           | Viola              | 8′     |
| 4.                           | Flauto camino      | 4′     |
| 5.                           | Flauto duodecima   | 2 ⁄3′  |
| 6.                           | Flautino           | 2′     |
| 7.                           | Terza              | 1 3⁄5′ |
| 8.                           | Clarinetto         | 8′     |
| 9.                           | Corno francese     | 8′     |
|                              | Gran Tuba (Tr. II) | 8′     |
|                              | Tremolo            |        |

| II Grand’Organo C–c4 |                  |       |
| 10.                  | Principale       | 16′   |
| 11.                  | Principale forte | 8′    |
| 12.                  | Principale dolce | 8′    |
| 13.                  | Voce umana       | 8′    |
| 14.                  | Dulciana         | 8′    |
| 15.                  | Flauto corno     | 8′    |
| 16.                  | Flauto traverso  | 8′    |
| 17.                  | Ottava forte     | 4′    |
| 18.                  | Ottava           | 4′    |
| 19.                  | Flauto           | 4′    |
| 20.                  | Duodecima        | 2 ⁄3′ |
| 21.                  | Decimaquinta     | 2′    |
| 22.                  | Ripieno V        |       |
| 23.                  | Ripieno VII      |       |
| 24.                  | Tromba           | 8′    |
| 25.                  | Tuba mirabilis   | 8′    |
| 26.                  | Tuba             | 4′    |
| 27.                  | Gran Tuba        | 8′    |

| III Recitativo (schwellbar) C–c4 |                    |     |
| 28.                              | Bordone            | 16′ |
| 29.                              | Principale         | 8′  |
| 30.                              | Gamba              | 8′  |
| 31.                              | Salicionale        | 8′  |
| 32.                              | Bordone            | 8′  |
| 33.                              | Concerto viole     | 8′  |
| 34.                              | Voce celeste       | 8′  |
| 35.                              | Ottava             | 4′  |
| 36.                              | Flauto armonico    | 4′  |
| 37.                              | Flauto             | 2′  |
| 38.                              | Ripieno V          |     |
| 39.                              | Tromba armonica    | 8′  |
| 40.                              | Oboe               | 8′  |
| 41.                              | Voce corale        | 8′  |
| 42.                              | Chiarina           | 4′  |
|                                  | Gran Tuba (Tr. II) | 8′  |
|                                  | Tremolo            |     |
|                                  | Tremolo Oboe       |     |

| Pedale C–g1 |                        |         |
| 43.         | Contrabasso            | 16′     |
| 44.         | Violone                | 16′     |
| 45.         | Bordone                | 16′     |
| 46          | Quinta                 | 10 2⁄3′ |
| 47.         | Basso                  | 8′      |
| 48.         | Violoncello            | 8′      |
| 49.         | Bordone                | 8′      |
| 50.         | Quinta                 | 5 1⁄3′  |
| 51.         | Ottava                 | 4′      |
| 52.         | Bombarda               | 16′     |
| 53.         | Trombone               | 8′      |
|             | Corno francese (Tr. I) | 8′      |
|             | Corno francese (Tr. I) | 4′      |
|             | Gran Tuba (Tr. II)     | 8′      |

- Manual- und Pedalkoppeln: III-I, I-II, III-II, I-III, I-P, II-P, III-P
- Oktavkoppeln: I-I, III-I I-II, II-II, III-II, III-III, P-P
- Suboktavkoppeln: I-I, III-I, I-II, III-II, III-III
- Spielhilfen: Setzeranlage, Sequenzer vor- und rückwärts, Tutti, Registercrescendo als Balanciertritt, Schwelltritte für I. und III. Manual, Einzelabsteller für die Zungen, Koppeln als Registerwippen, Drucktaster und Pistons in Wechselwirkung, Piano-Pedal, Umschalter Manualzuordnung I und II.

## Kardinaldiakone
Bisherige Kardinaldiakone sind:
- Paolo Dezza (1991–1998)
- Roberto Tucci (2001–2015)
- Luis Ladaria (seit 2018)